# 斯特兰·韦斯特达尔
斯特兰·韦斯特达尔（瑞典語：Stellan Westerdahl，1935年11月10日—2018年8月27日），瑞典男子帆船运动员。他曾代表瑞典参加1972年夏季奥林匹克运动会帆船比赛，联同佩勒·彼得松获得一枚银牌。